# 森月未向
森月 未向（もりつき みさき、1981年3月12日 - ）は、日本の女優、モデル、歌手。
旧芸名は、古い順に森 未向（もり みさき）、未向（みさき）、および西方 杏（にしかた あん）。ホームヘルパー3級。

## 概要
神奈川県鎌倉市出身。3歳からモダンバレエを習う。5歳で児童劇団に入団し、子役としてミュージカルを中心に舞台・テレビで活動していた。特技はモダンバレエに加えジャズ、ダンス、日舞、タップ、声楽、パントマイム、殺陣。

## 略歴
2001年
- 大きな転機となったのが、19歳のときに準主役で出演したビデオ映画『くノ一忍法伝 魔物の館〜女淫兄妹抄〜』（2001年）で、この作品ではトップレスのヌードシーンを披露するなどお色気パートにも挑戦。以後、“脱げる若手演技派女優”として重用されるようになり、セクシー系ビデオ映画などの常連となった。これ以後の劇場映画では全作で思い切りのよいヌードを披露しているが、ただの“脱ぎ専女優”ではない。

2003年
- 名義を「未向」に改め、恋人による撮影との触れ込みのファースト写真集『LOVE POLA』でヘアヌードになった。

2004年
- 杉本彩主演で話題となったSM映画『花と蛇』には、主人公とともに性的な責めを受ける女ボディガード・野島京子役で出演。全裸M字開脚での緊縛吊り、有末剛による性器への電マ責め、全裸十字架磔などハードなシーンの多い撮影を前貼り無し[4]でこなした。
- 同年の劇場映画『禁断の事件簿 ストーカーを愛した女』で初主演。また、『花と蛇』でのイメージを生かしグラビア、イメージビデオなどの活動も展開した。

2006年
- 2006年半ばに事務所との契約を解除し、芸能活動を引退。心理カウンセラーとして女性専門のカウンセリングルーム「こもれび」を主宰する一方で。

2008年
- 1月には処女作となる小説『しめりけ』を出版した。2008年限りでカウンセラー活動を終了し、以前の所属事務所に再所属。「西方杏」名義で女優に復帰した[5]。

2009年
- 夏には芸名を「森月未向」へと三たび変更した。同年11月、主に1970年代に南沙織、山口百恵、郷ひろみ、松田聖子を輩出した音楽プロデューサー兼メディアプロデューサーの酒井政利プロデュースのもと、シングル『明日泣く/見返り美人』を発売、音楽デビューを果たした一方で、舞台『THE MAP』や映画『虹の橋』など、女優・ダンサーとしての活動も継続している。

2010年
- 7月、同年1月末日付けの記事以降一切更新のなかった公式ブログが閉鎖。最後の記事では抽象的表現ながらも“仕事上における人間関係での、信頼面におけるトラブル”を示唆したことが書き綴られており、本人がかなり憔悴している様子が窺われた。また同記事上において“しばらく時間が必要”とした上で、またいずれは復帰するような記述も見られたが、所属レコード会社であった徳間ジャパンの公式アーティストページ等でも更新は一切なく、唯一の情報源であった本人による公式ブログの突然の閉鎖により、事実上の活動休止状態となっている。

2022年
- 東京カフェカウンセリングのカウンセラー紹介にて彼女の姿が確認できる。(映像による自己紹介付き)

## 出演
※太字は主演、名義は2003年までが「森未向」、2004年以降が「未向」、2009年前半が「西方杏」、2009年8月以降が「森月未向」である。

### テレビドラマ
1997年
- ガラスの仮面 第2話～第4話 - 劇団月影団員 役

2002年
- ツーハンマン 第6話「競争に疲れた君へ」（2002年8月16日）- 美月 役
- 土曜ワイド劇場・変装婦警の事件簿 第3作（2002年11月2日）

2005年
- さすらい署長 風間昭平 第3作「えちご恋人岬殺人事件」（2005年5月4日）- 相川菊恵 役

2006年
- 警視庁捜査一課9係

2009年
- 相棒season 7 第11話「越境捜査」（2009年1月14日）- 女性誘拐犯・桜田佳織 役
- 非婚同盟 - 鎌谷凛 役

### 映画
2002年
- 発禁本 カストリキネマ2 有楽町夜景

2004年
- 花と蛇（野島京子）
- 禁断の事件簿 ストーカーを愛した女 - 安岡眞理子 役
- けっこう仮面 RETURNS - 若月香織 役
- けっこう仮面 SURPRISE - 若月香織 役
- ラブコレクション ココロとカラダ - 池谷恵子 役

2005年
- 極道の妻たち 情炎（2005年3月26日）- 河本蘭子 役

2006年
- サンクチュアリ - キリコ 役
- 数珠縛〜じゅばく〜（?）[6]
- 闇の中 - タマキ 役
- ソースの小壜〜重松清「愛妻日記」より〜 - 純子 役

### オリジナルビデオ
2001年
- くノ一忍法伝 魔物の館〜女淫兄妹抄〜 - くノ一・静 役

2002年
- 就職性戦 異常あり! 女子大生セクハラ面接 - 美咲 役
- ザ・代紋2
- 女狼 淫殺裸身剣舞 - 呪術師・白蓮 役

2003年
- 新・極道三国志 - 村山明美 役
- 人気番組パロディ総集編 就職ヌルルン体験記

2005年
- 団鬼六 女教師 - 女教師・加奈子 役

### ミュージカル
時期不明
- 黄色いバット（みどり子役）[7]
- 屋根の上のバイオリン弾き[7]
- 雨月物語[7]
- 汚れた恋[7]

1997年
- 少女革命ウテナ[7]

### 舞台
1998年
- 東京森林（1998年 - 1999年、東京森林上演委員会[7]）
- 真田風雲禄[7]（時期不明）

2000年
- ロックオペラ ヴィヨンの妻（6月27日 - 30日、椿屋の女将）[8]

### バラエティ番組
- りえむら（関西テレビ：ゲスト出演[7]）

## リリース作品

### 写真集
- LOVE POLA 未向写真集 愛の記録（2003年10月10日、♂恋人撮影、ぶんか社、ISBN 4821125714）
- hysteric ten（2004年5月31日、沢渡朔撮影、蒼穹舎[9]）
- 純愛（ぶんか社[7]）

### その他書籍
- 歌舞伎町の中国女（2005年6月7日、李小牧、バジリコ、ISBN 978-4901784627）※カバーモデル

### 小説
- しめりけ（2008年1月15日、文芸社、ISBN 978-4286036731）

### イメージビデオ
| 発売日  | タイトル          | 規格品番 | メーカー                 | 備考       |
| 2004年  | 2004年            | 2004年   | 2004年                   | 2004年     |
| ------- | ----------------- | -------- | ------------------------ | ---------- |
| 9月24日 | REAL              |          | イーネット・フロンティア |            |
| 2005年  |                   |          |                          |            |
| 5月20日 | affection 優しく… |          | イーネット・フロンティア |            |
| 2006年  |                   |          |                          |            |
| 1月20日 | LOVE JUICE        |          | ぶんか社                 | ヘアヌード |
| ?月?日  | 女優 未向         |          | ？                       |            |

### シングル
| 枚  | 発売日         | タイトル            | 規格品番   | 最高位 |
| --- | -------------- | ------------------- | ---------- | ------ |
| 1st | 2009年11月18日 | 明日泣く/見返り美人 | TKCA-90493 | 170位  |

### 公式サイト
- 森月 未向（もりつき みさき）オフィシャルウェブサイト - ウェイバックマシン（2010年1月21日アーカイブ分）
- 森月未向 - 徳間ジャパンアーティストページ - ウェイバックマシン（2013年2月13日アーカイブ分）
- オフィスエム所属時のプロフィール3 - ウェイバックマシン（2009年5月5日アーカイブ分）
- オフィスエム所属時のプロフィール2 - ウェイバックマシン（2007年10月18日アーカイブ分）
- オフィスエム所属時のプロフィール1 - ウェイバックマシン（2003年12月12日アーカイブ分）

### 公式ブログ
- 森月 未向～徒然日記～ - ウェイバックマシン（2010年6月4日アーカイブ分） - gooブログ（一時引退後のブログ）
- 未向日記 - livedoor Blog（一時引退前のブログ）